# 德谟克利特陨石坑
德谟克利特陨石坑（Democritus）是位于月球正面北部区的一座撞击坑，约形成于38-32亿年前的晚雨海世，其名称取自古希腊哲学家德谟克里特（公元前460年-公元前370年），1935年被国际天文学联合会正式接受。

## 描述

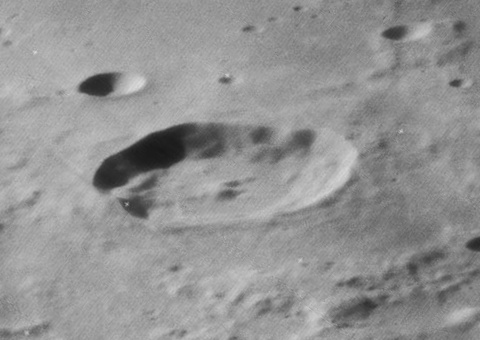
月球轨道器4号拍摄的另一幅斜视图

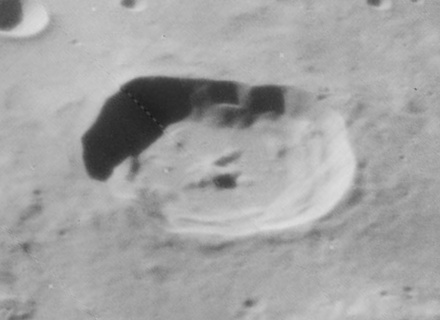
月球轨道器4号拍摄的斜视图

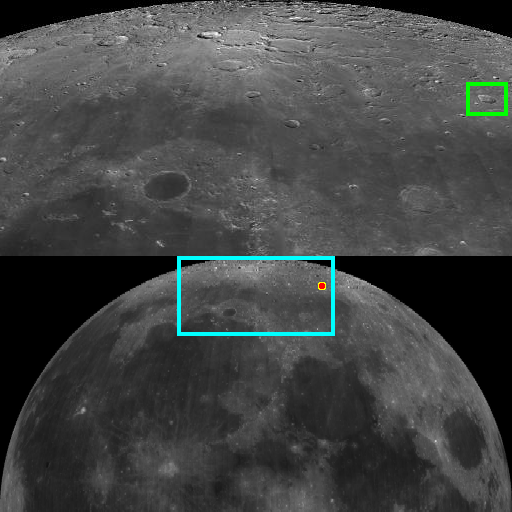
德谟克利特陨石坑在月球上的位置

该陨坑位于冷海的北面，它的西面和西北分别是已损毁的凯恩环形山和穆瓦尼奥陨石坑、北面是古老的阿诺尔德环形山、
较小的史瓦贝陨石坑和泰勒斯陨石坑位于它的东北和东面、南面则坐落了残迹坑-格特纳环形山
。
该陨坑中心月面坐标为62°19′N 34°59′E / 62.31°N 34.99°E，直径37.78公里，深约2.16公里。
德谟克利特陨石坑外观不太圆整，边缘凹凸参差，但几乎未受到明显的侵蚀磨损，坑壁壁沿尖峭，内侧壁带有一或二道阶坡结构。它的坑壁最大高出周边地形1010米，内部容积约为1047.25立方千米。碗状的坑底较为平坦，中心点附近坐落了一座小中央峰。

## 命名
如同月球正面大部分的陨石坑一样，该陨坑也是由意大利天文学家暨耶稣会天主教神父乔瓦尼·里乔利所命名，它在1651年创建的月球命名体系现已成为标准的名称。早期其它一些月面学家也曾给予该陨坑不同的名称，如米迦勒·弗洛伦特·范·朗伦在它1645年绘制的月面图中以卡斯提尔和莱昂王国阿方索九世之名称它为卡斯特国王阿方索九世（Alfonsi IX Reg. Cast）；而波兰天文学家约翰·赫维留则称它为邦塔什山（Mons Bontas）。

## 卫星陨石坑
按照惯例，最靠近德谟克利特陨石坑的卫星坑在月图上以字母标注在该坑中心点的旁边。

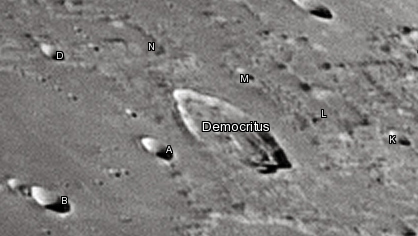
周边卫星坑图.

| 德谟克利特 | 纬度     | 经度     | 直径      |
| ---------- | -------- | -------- | --------- |
| A          | 61.61° N | 32.47° E | 9.88公里  |
| B          | 60.08° N | 28.63° E | 11.72公里 |
| D          | 62.95° N | 32.23° E | 7.394公里 |
| K          | 63.15° N | 40.81° E | 6.98公里  |
| L          | 63.42° N | 39.65° E | 17.39公里 |
| M          | 63.61° N | 37.12° E | 5.70公里  |
| N          | 63.73° N | 34.4° E  | 15.42公里 |

## 另请参阅
- Andersson, L. E.; Whitaker, E. A. . NASA RP-1097. 1982.
- Blue, Jennifer. . USGS. July 25, 2007  [2007-08-05]. （原始内容存档于2013-02-13）.
- Bussey, B.; Spudis, P. . New York: Cambridge University Press. 2004. ISBN 978-0-521-81528-4.
- Cocks, Elijah E.; Cocks, Josiah C. . Tudor Publishers. 1995. ISBN 978-0-936389-27-1.
- McDowell, Jonathan. . Jonathan's Space Report. July 15, 2007  [2007-10-24]. （原始内容存档于2018-12-25）.
- Menzel, D. H.; Minnaert, M.; Levin, B.; Dollfus, A.; Bell, B. . Space Science Reviews. 1971, 12 (2): 136–186. Bibcode:1971SSRv...12..136M. doi:10.1007/BF00171763.
- Moore, Patrick. . Sterling Publishing Co. 2001. ISBN 978-0-304-35469-6.
- Price, Fred W. . Cambridge University Press. 1988. ISBN 978-0-521-33500-3.
- Rükl, Antonín. . Kalmbach Books. 1990. ISBN 978-0-913135-17-4.
- Webb, Rev. T. W.  6th revised. Dover. 1962. ISBN 978-0-486-20917-3.
- Whitaker, Ewen A. . Cambridge University Press. 1999. ISBN 978-0-521-62248-6.
- Wlasuk, Peter T. . Springer. 2000. ISBN 978-1-85233-193-1.